# Laserocarpum pseudomeum
Laserocarpum pseudomeum är en växtart som är ensam art i släktet Laserocarpum i familjen flockblommiga växter.
Arten är en perenn ört som förekommer i centrala och södra Grekland. Den beskrevs först som Laserpitium pseudomeum av Theodoros Georgios Orphanides, Theodor von Heldreich, Josef Sartori och Pierre Edmond Boissier 1856, och fick sitt nu gällande namn av Krzysztof Spalik, Aneta Wojewódzka, Theophanis Constantinidis och Stephen R. Downie 2019.